# Länsväg 212
De Zweedse weg 212 (Zweeds: Länsväg 212) is een provinciale weg in de provincie Östergötlands län in Zweden en is circa 23 kilometer lang. De weg loopt vanuit de E22 oostwaarts naar de Oostzee.

## Plaatsen langs de weg
- Valdemarsvik
- Gryt

## Knooppunten
- E22 bij Valdemarsvik (begin)